# Пустельники (Житомирская область)
Пустельники (укр. Пустельники) — село на Украине, основано в 1470 году, находится в Попельнянском районе Житомирской области.
Код КОАТУУ — 1824788203. Население по переписи 2001 года составляет 92 человека. Почтовый индекс — 13520. Телефонный код — 4137. Занимает площадь 0,855 км².

## Адрес местного совета
13520, Житомирская область, Попельнянский р-н, с.Ходорков, ул.Местечкова, 50